# لئونید آندروسوف
لئونید آندروسوف (آلمانی: Leonid Andrussow; ۲۸ نوامبر ۱۸۹۶ – ۱۵ دسامبر ۱۹۸۸) یک شیمی‌دان و مخترع اهل آلمان بود.